# Eriador

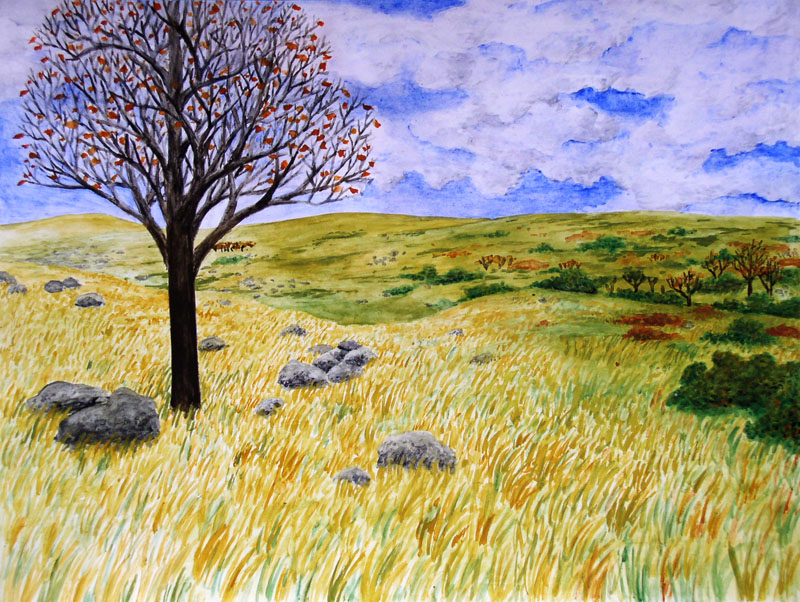
Dessin du Minhiriath.

L'Eriador est une région de la Terre du Milieu, univers de fiction créé par J. R. R. Tolkien.

## Géographie
L'Eriador est limité par :
- à l'est, les Monts Brumeux ;

Carte de la Terre du Milieu.

- au nord, la baie glaciale de Forochel ;
- à l'ouest, les montagnes d'Ered Luin ;
- au sud, la Mitheithel, puis la Gwathló.

Plusieurs fleuves traversent l'Eriador, dans une direction générale Nord-Est / Sud-Ouest : la Lhûn, le Baranduin, la Mitheithel, la Bruinen et la Gwathló. La région est également parsemée de massifs de faible altitude : les collines d'Evendim (Hills of Evendim), les Hauts du Nord (North Downs), les Hauts Lointains (Far Downs), les Hauts des Galgals (Barrow-Downs), les Collines du Temps (Weather Hills) et les Hauts du Sud (South Downs).
La majeure partie de l'Eriador se compose de vastes plaines dégagées. Il subsiste néanmoins quelques bois de petite taille : la Vieille Forêt, les Fourrés des Trolls (Trollshaws) ou Eryn Vorn. La région de plaines comprise entre le Baranduin et la Gwathló est appelée Minhiriath, « entre les rivières » en sindarin. Au nord-est de l'Eriador se trouve l'Angmar, une région sinistre, jouxtée au sud par les landes d'Etten (Ettenmoors), zone tout aussi peu amicale où vivent notamment des Trolls.
Les établissements peuplés sont rares en Eriador : le principal est la Comté des Hobbits. Parmi les villes humaines, celles fondées par les Dúnedain, Annúminas et Fornost, sont en ruines à la fin du Troisième Âge, et seule Bree et les villages environnants continuent à exister. À l'est, au pied des Monts Brumeux, se trouve Fondcombe, la demeure cachée d'Elrond le Semi-Elfe. Les principales routes traversant la région sont la Grande Route de l'Est (East Road) et le Chemin Vert (Greenway).

## Histoire
L'Eriador est à l'origine couvert de forêts, mais au cours du Second Âge, les Dúnedain déboisent intensivement la région pour alimenter leurs chantiers navals. Après la submersion de Númenor, la majeure partie de l'Eriador est intégrée au royaume d'Arnor fondé par Elendil, partagé par la suite entre les royaumes rivaux de Rhudaur, d'Arthedain et du Cardolan.
Après la Grande Peste de 1636 T.Â. et la ruine du royaume d'Arthedain en 1974 T.Â., l'Eriador devient une région en grande partie désolée et abandonnée, hormis quelques havres de civilisation comme la Comté, Bree ou Fondcombe, que protègent de leur mieux les derniers Dúnedain, surnommés « Rôdeurs ».